# Starý židovský hřbitov v Lipníku nad Bečvou
Starý židovský hřbitov Lipník nad Bečvou je židovský hřbitov ve městě Lipník nad Bečvou v okresu Přerov v Olomouckém kraji.

## Historie
V roce 1567 koupili pro hřbitov lipničtí Židé pozemek jižně od městských hradeb jako náhradu za již nedostačující staré pohřebiště, a od roku 1574 se židovské pohřby v Lipníku konaly výhradně tady. Pohřbívalo se zde až do roku 1883, kdy byl v těsné blízkosti starého hřbitova založen nový.
Hřbitov byl původně obehnán zdí z lomového kamene, ve které byla branka. V severozápadním rohu stála márnice; náhrobky různých tvarů z mramoru, pískovce a vápence byly umístěny v nepravidelných řadách od severu k jihu, a jejich nápisy směřovaly na západ.
V roce 1942, během nacistické okupace, byl starý hřbitov prakticky zničen, jeho ohradní zeď rozebrána a náhrobky skáceny a poškozeny. V roce 1949 byl hřbitov zrušen a všech asi 160 kompletních náhrobků a 20 fragmentů náhrobků bylo umístěno u západní strany jižní zdi nového hřbitova. Další poškozené náhrobky byly převezeny k městskému hřbitovu, kde byly roztlučeny a použity na výstavbu obecních komunikací. Prostor starého hřbitova byl přeměněn na park s dětským a volejbalovým hřištěm.
V letech 1991–1992 byl starý hřbitov kompletně zrekonstruován za pomoci organizace Agudath Israel of America a příbuzných bývalého lipenského rabína Barucha Teomina Fränkela († 1828). Ohradní zeď z lomového kamene byla obnovena do téměř původního stavu a dosud zachované náhrobky byly umístěny na svá stará místa díky dochovaným historickým fotografiím.

## Popis
Hřbitov je situován asi 200 m jižně od náměstí T. G. Masaryka mezi ulicemi J. V. Sládka a Zahradní. Vstupuje se do něj brankami z obou ulic a je přístupný mimo židovské svátky. Plocha areálu činí 5 909 m2.
Celkem se v původním areálu nacházelo 1500–1800 náhrobků, a ty, které se dochovaly do dnešní doby, mají pozdně barokní nebo klasicistní vzhled. Tumba B. T. Fränkela, jednoho ze sedmi zde pochovaných lipnických rabínů, patří k místům, která doposud navštěvují chasidští Židé, byť jde pouze o kopii náhrobku zhotovenou podle původní dokumentace.

## Fotogalerie

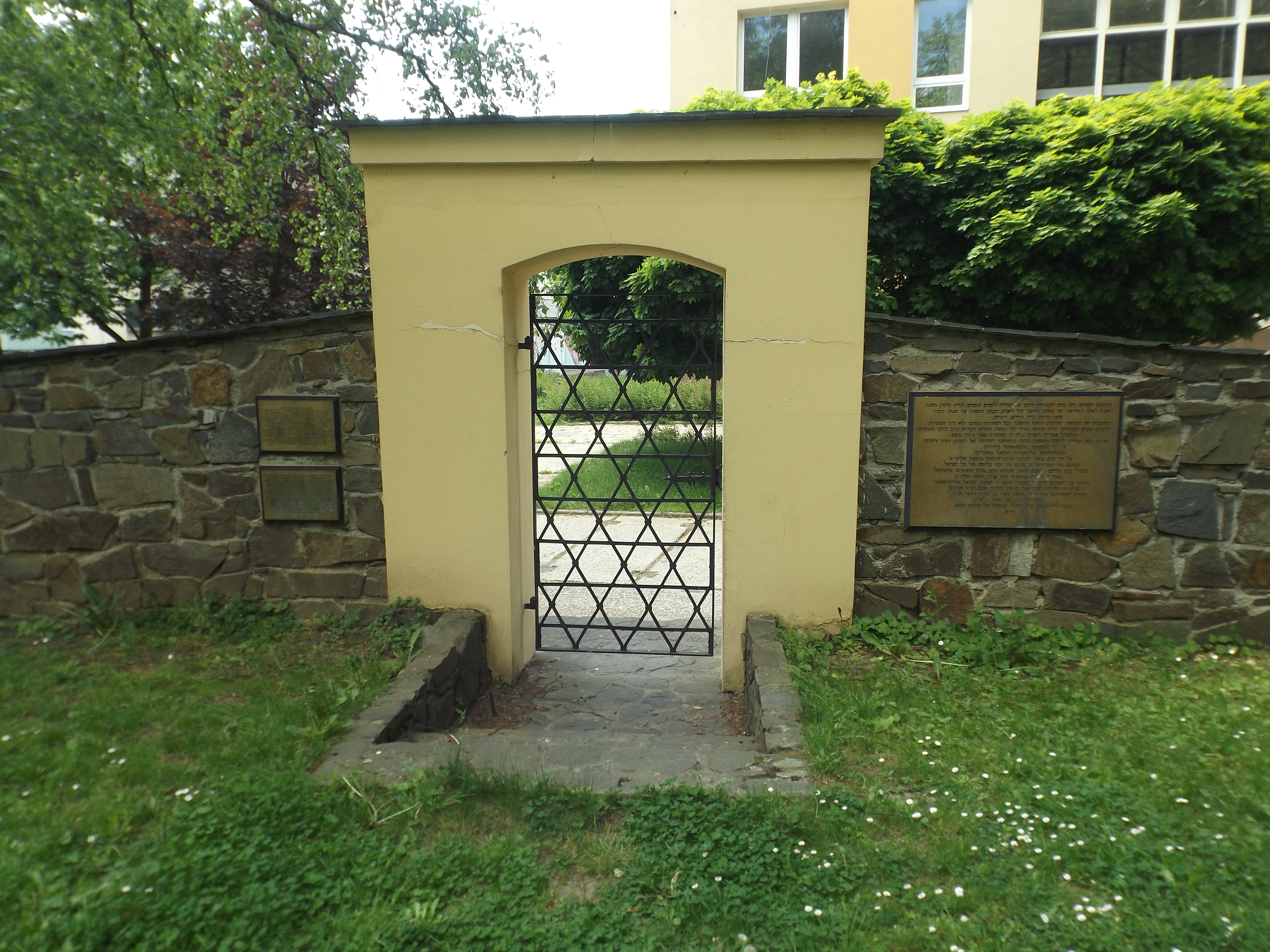
Vstupní branka
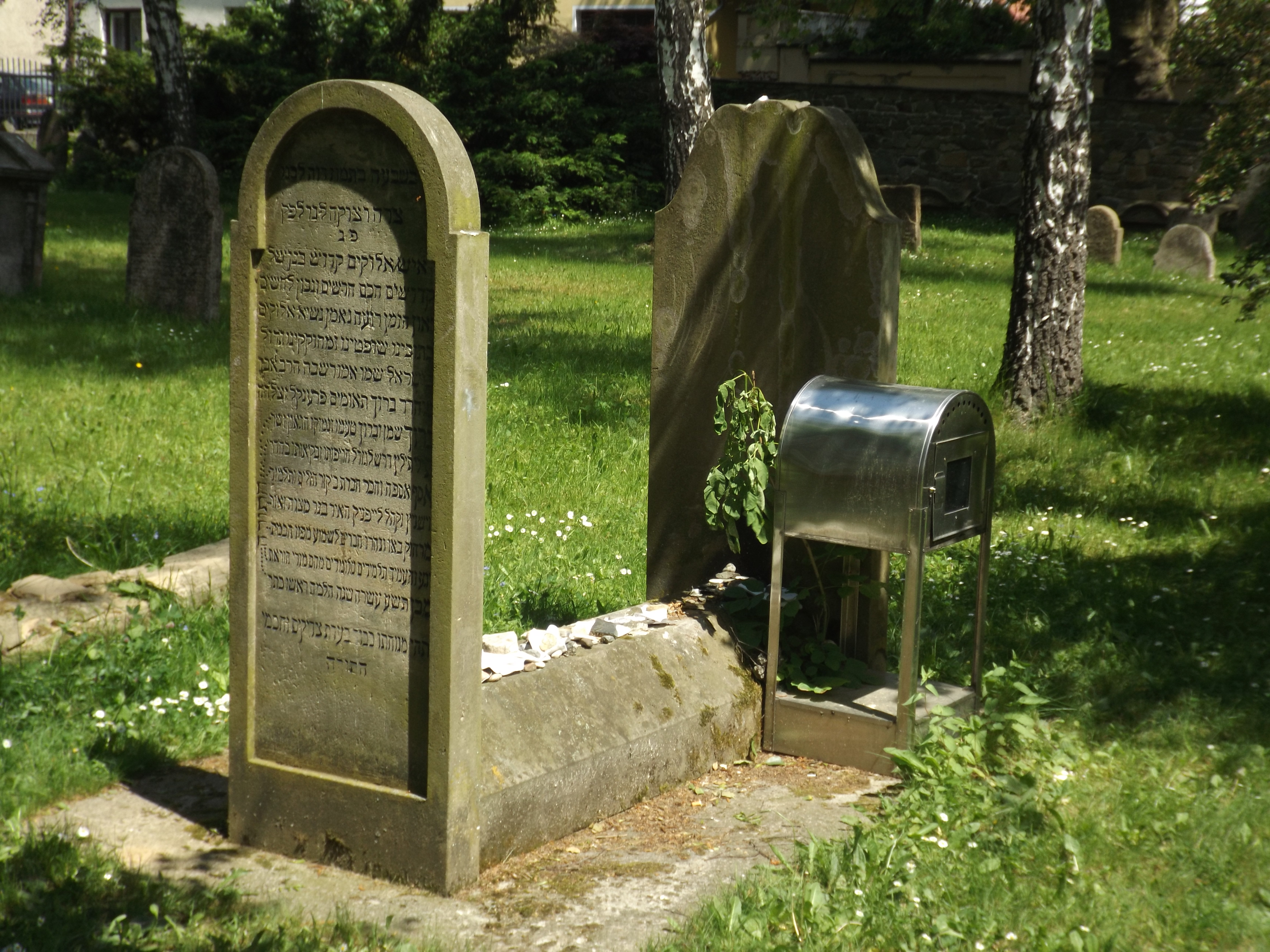
Tumba rabína Fränkela
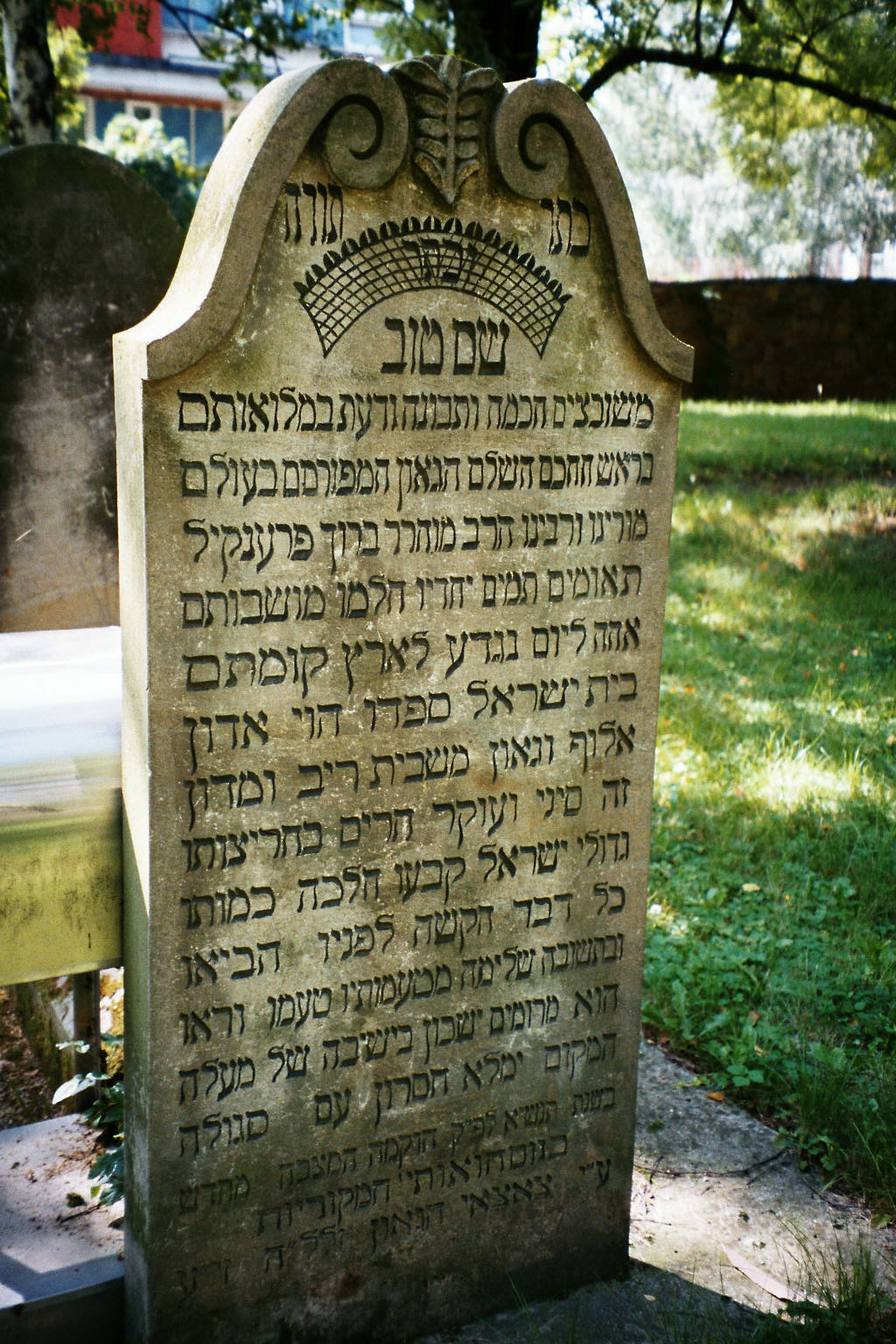
Detail výzdoby tumby
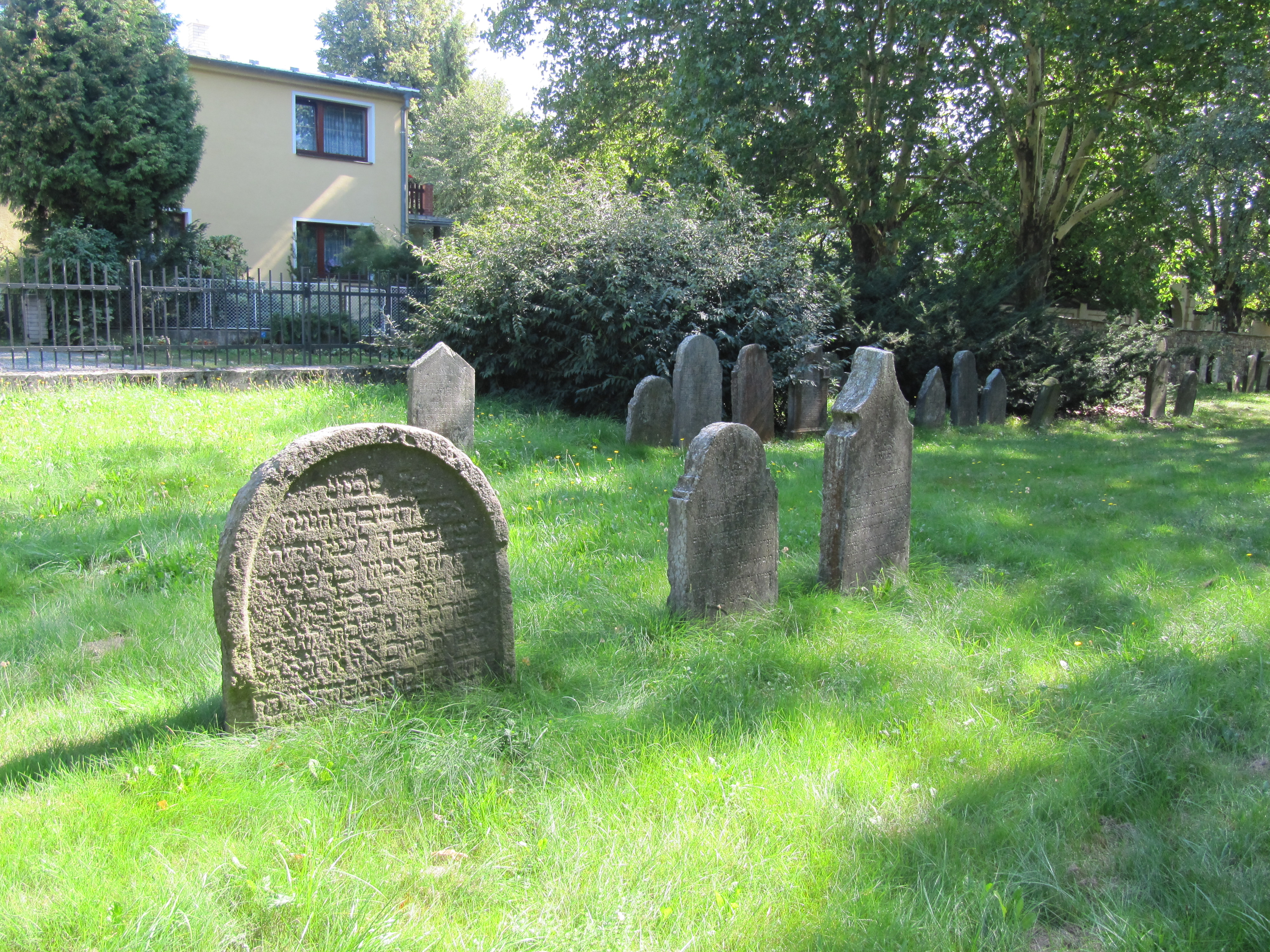
Náhrobky v centrální části
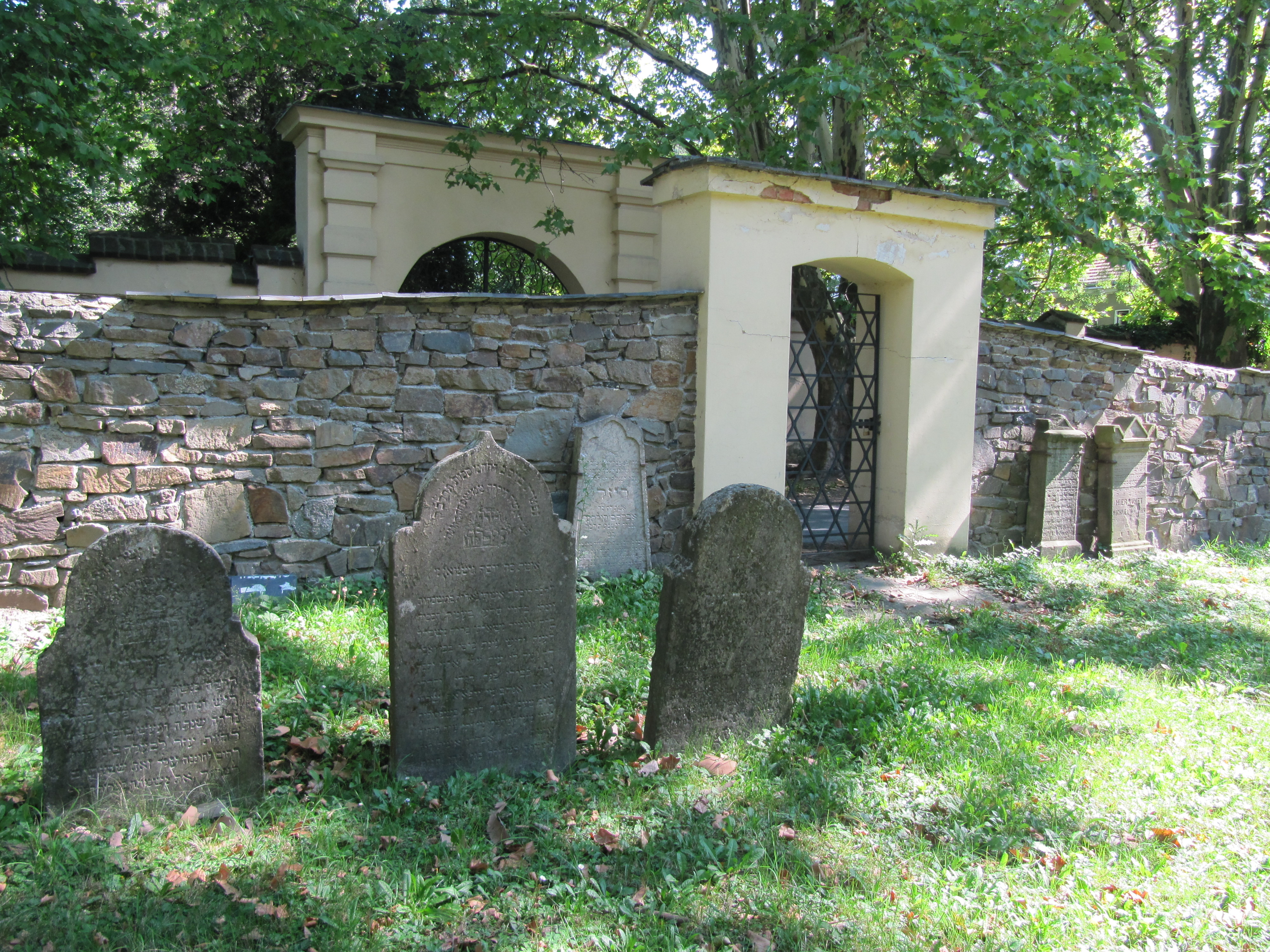
Náhrobky u vstupu do areálu